# 航空機メーカーの一覧

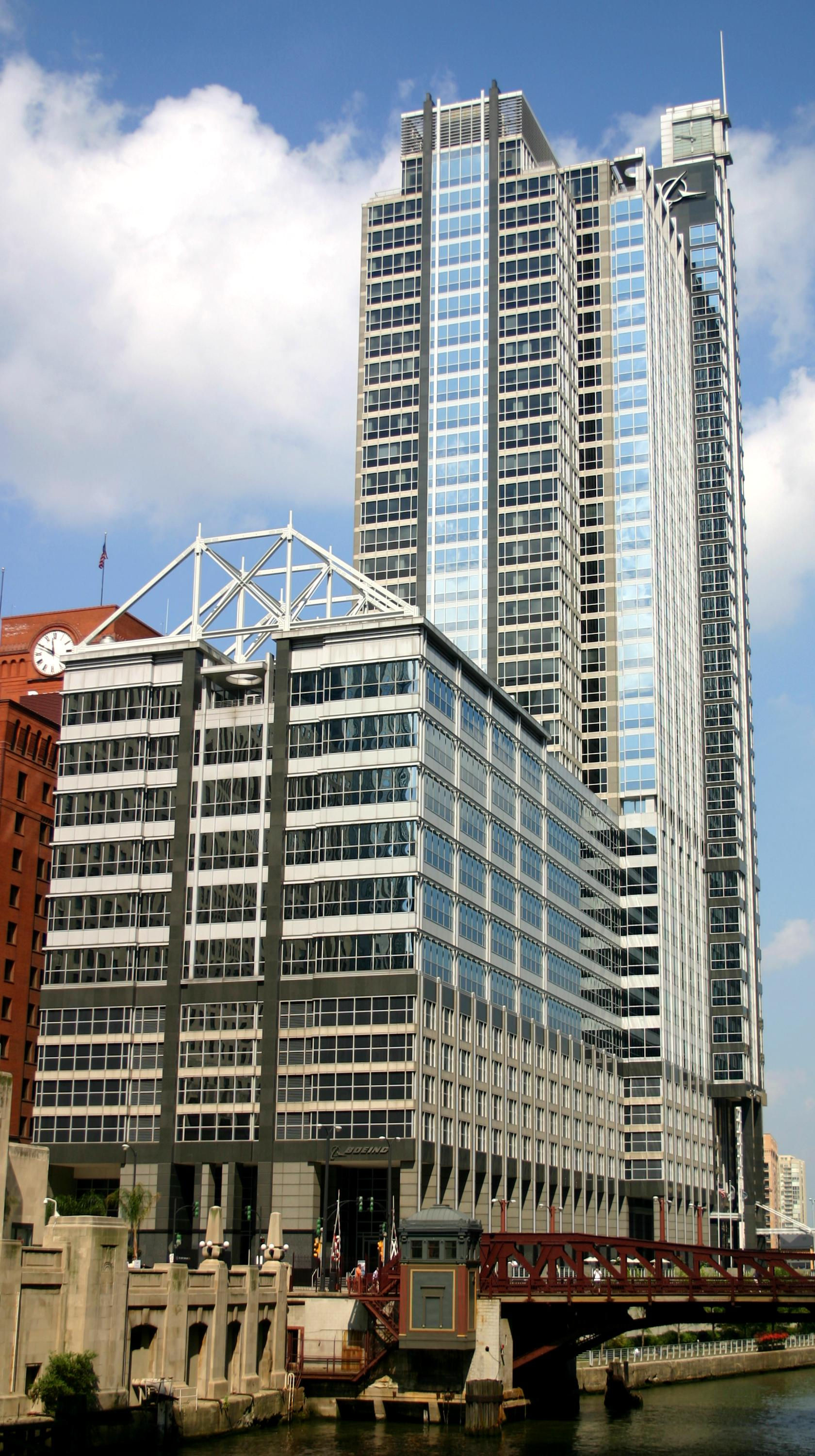
アメリカのボーイング（イリノイ州シカゴ市）

航空機メーカーの一覧（こうくうきメーカーのいちらん）は、世界の航空機製造会社の一覧である。
航空機メーカーの合併や改称がある場合、原則として記事執筆時点で存続している会社名の下にインデントして、合併前の会社や改名前の会社名を列挙する。会社名の後ろの括弧でくくった年号はその名前での活動期間である。
なお、合併によりどちらかが同名称で残った場合には重複して表記することはしない。

## 概要
黎明期の機体は木製であったため、木材を取り扱う会社や木材加工技術を有する家具メーカーからの参入もあったが、次第に金属が主要材料となると純粋な航空機メーカーが多く創業した。
現代では自動車産業と同じく多数の下請け会社から購入した部品を組み立てる形態となっている。自動車メーカーとは異なり、エンジンはエンジンメーカーから購入した完成品を取り付けるため、旅客機の場合には複数のエンジンメーカーから顧客がエンジンを選定するのが普通である。また航空機は販売後のサポートも重要であり、技術力だけでなくサポート網の構築などサービス体制も重要である。

## アジア

### 日本

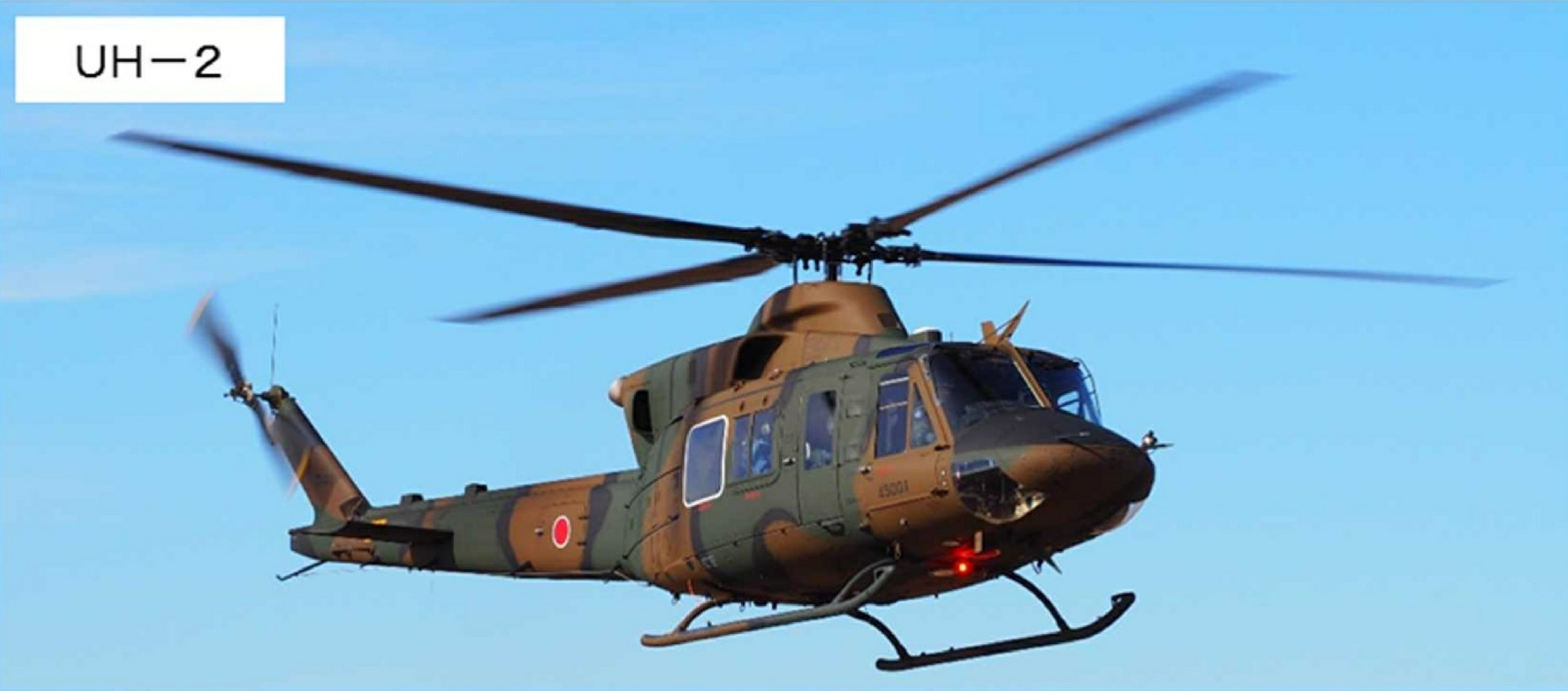
陸上自衛隊のヘリコプター UH-2(SUBARU)

日本の航空機メーカーは重工業や機械製造の分野からの参入が多かったが、第二次世界大戦の敗戦を機に多くが航空事業から撤退した。
戦後の完成機はYS-11やFA-200などごく少数である。部品や素材の製造、保守やメンテナンスで多くの企業が関わっている。
2025年現在、航空機の部品を製造し日本国外メーカーへ納入する企業は多数存在するが、自社設計の機体を国内で生産しているのは川崎重工業航空宇宙システムカンパニー（川崎重工業の社内カンパニー）・SUBARU航空宇宙カンパニー（SUBARUの社内カンパニー）・新明和工業などの戦前からのメーカーの3社である。三菱重工業はMitsubishi SpaceJetで参入を目指し三菱航空機として分社化したが撤退した。この他、本田技研工業が航空機生産をするため分社化して2006年にアメリカ合衆国内に設立したホンダ エアクラフトがある。
上記の他、オーダーメイドで小型機の設計を請け負う企業として有限会社オリンポスがある。また自動車部品メーカーのサードが富裕層向けの小型水上スポーツ機の開発を予定している。また技術者の有志団体が有限会社オリンポスの支援を受け超軽量動力機のキットをベースにした小型飛行艇の開発を進めている。
日本国外のメーカーが日系企業に買収された例として、2015年にアメリカのクエスト・エアクラフトがツネイシホールディングスの子会社となっていた（2019年に売却）。
無人航空機のメーカーは複数存在し、ホビー用や農業機として販売され、自衛隊にも納入されている。
1960年ごろまでは日本飛行機などが民間向けグライダーを製造していたが、現在では全て撤退している。有限会社オリンポスが初級滑空機と電動モーターグライダーのキットの開発を表明している。
- 日本航空機製造（1959年 - 1982年解散）
- 三菱重工業（1945年解体・分社化、1964年統合）
  - 三菱航空機（2008年 - 2024年解散）
- 川崎重工業
  - ↑川崎航空機工業（1937年 - 1969年グループ統合）
  - ↑川崎造船所（1918年 - 1937年 → 航空機部門を川崎航空機工業として別会社化）
- 日本飛行機（1934年 - （2002年川崎重工業の100%子会社化））→一部が 岡村製作所
- SUBARU（2017年4月1日に富士重工業から社名変更）
  - ↑中島飛行機（1919年 - 1945年） ※飛行機研究所 → 日本飛行機製作所 → 中島飛行機製作所 → 中島飛行機株式会社
- 新明和工業
  - ↑川西航空機（1928年 - 1948年）※川西機械製作所の航空機部門が分離独立
  - ↑川西機械製作所（1920年 - 1949年）創始者が日本飛行機製作所（中島飛行機）に参画していたが提携解消し設立
- 愛知航空機（1943年 - 1945年 → 愛知機械工業）
  - ↑愛知時計電機（1920年 - 1943年 → 航空機部門を愛知航空機として別会社化）
- 九州飛行機 （1943年 - 1945年→渡辺自動車工業、2001年会社清算）
  - ↑渡邊鉄工所（現・ 渡辺鉄工株式会社）
- 日立航空機 → 日立精機 → 倒産後、工作機メーカー森精機製作所（現・DMG森精機）が買収
  - ↑東京瓦斯電気工業（ガス電、1910年 - 1939年）
- 立川飛行機（1936年 - 1946年→立飛企業<賃貸業>と新立川航空機に分社）
  - ↑石川島飛行機（1924年 - 1936年）※石川島重工業が経営主導
- 昭和飛行機工業
- 日本国際航空工業（1941年 - ）→ 日産車体
  - ↑日本航空工業株式会社
  - ↑国際航空工業
- 伊藤飛行機株式会社（1937年、1942年に「日本航空工業株式会社」と合併）
  - ↑伊藤飛行機製作所（1931年）
  - ↑伊藤飛行機研究所（1915年）
- 東京飛行機製作所（倉敷飛行機、旧倉敷紡績系・大原財閥）
- 東洋航空工業（1952年 - 1969年）
- 東京機械化工業（読売 Y-1の開発を担当）
- 満州飛行機製造 （→瀋陽飛機公司）
  - ↑満州航空の工廠としてスタート。1938年（昭和13年）に航空機メーカーとして独立。
- 寺田航研
- 前田航研
- 横井航空
- 松田航空
- 大日本滑空
- 日本小型飛行機
- 福田軽飛行機
- 福長飛行機製作所
- 神戸製鋼所
- 萱場製作所（のち萱場工業→カヤバ工業→KYB→現カヤバ）
- 王子航空機（旧王子製紙江別工場）
- 呉羽航空（呉羽紡績（呉羽紡） 富山工場→現三菱ふそうバス製造）
- 金沢航空工業（日野車体工業→現ジェイ・バス）
- 松下飛行機（松下電器産業（現パナソニック）の子会社）
- 伊藤忠航空整備（現ジャムコ）
- 富士エアロスペーステクノロジー
- 日本電気
- 有限会社オリンポス
- サード - サード・SA4Nの製造を予定、

### イスラエル
1948年の独立時に周辺が全て敵国であったイスラエルは、当初フランス製やイギリス製、1960年代中盤以降には主にアメリカ製の軍用機を輸入して使用しているが、自国での航空機開発および輸出も行っている。また、旅客機の貨物機への改造（Cargo Conversion)でも有名である。近年、無人航空機の開発や運用も積極的に進めている。
- イスラエル・エアロスペース・インダストリーズ（IAI）：イスラエル・エアクラフト・インダストリーズより2006年に改名。
- エルビット・システムズ：軍用の無人航空機の開発を行っている。

### インド
インドはパキスタンに対抗するため、1960年代から航空宇宙分野に力を入れており、国営のHALを設立した。
- HAL
- Mahindra Aerospace
- Raj Hamsa Ultralights 超軽量機専門

### インドネシア
インドネシアはスハルトによる開発独裁体制化で、国営航空企業が設立された。
- ヌサンタラ航空機工業（IPTN、1985年 - ）
  - ↑ヌルタニオ航空機工業（1976年 - 1985年）
  - インドネシアン・エアロスペース

### イラン
- Iran Aviation Industries Organization (IAIO)
- イラン航空機製造工業 (Persian: شرکت صنایع هواپیماسازی ایران, HESA)
- SAHA (Iran aviation)
- Ghods Industry
- Ghods Industry
- Fajr Aviation & Composites Industry
- Panha

### ウズベキスタン
- Tashkent Aviation Production Association

### 大韓民国
韓国では1998年の金融危機によるIMF導入によって財閥が解体され、3社の航空宇宙分野が統合された。
- 韓国航空宇宙産業（KAI、1999年 - ）
  - ↑現代宇宙航空（1994年 - 2001年）
  - ↑三星航空産業（→現ハンファテックウィン）
  - ↑大宇重工業
- 大韓航空

### 台湾
長く軍事開発を行うAIDCのほかに、民間機企業としてTACが設立された。
- 漢翔航空工業股份有限公司（AIDC、旧航空工業開発センター）
- 台湾エアロスペース（TAC、1991年 - ）

### 中華人民共和国
中国は1990年代の資本主義化の影響で、政府直轄の航空部門が2度にわたって分割され、
- 中国航空工業第一集団公司（AVICI、1997年 - ）
- 中国航空工業第二集団公司（1997年 - ）
  - ↑中国航空工業総公司（1993年 - 1997年）
    - ↑国務院航空航天工業部（ - 1993年）

後にさらに2008年、2社に再合同した。
- 中国航空工業集団公司　（2008年に第一公司と第二公司が大合同）[3]
  - 昌河飛機工業公司
  - 哈爾浜飛機製造公司
  - 成都飛機工業公司
  - 瀋陽飛機工業(集団)公司 （旧満州飛行機）
  - 南昌飛機製造公司
  - 西安飛機工業公司
- 中国商用飛機有限責任公司　（2008年に成立）[4]
  - 上海航空機製造公司
- 中国航天科工集団公司（2001年 - ）- 軍用

近年では他国のメーカーを買収し傘下に収める例もある。

### パキスタン
- Pakistan Aeronautical Complex

## 北米・南米

### アメリカ合衆国
当初個人の工房で手作りされており、職人が個人で製作する工房クラスのメーカーも無数に存在した。またボーイングのような木材関係の企業からの参入もあった。
大型旅客機のメーカーは規制が強化されたこともあり1990年代末から急速に統合が進み、小型機メーカーもコングロマリットなどに子会社化された例が多い。ホームビルト機を製造する小規模なメーカーは現代でも新規参入がある。
- ボーイング（B）
  - ↑マクドネル・ダグラス（MD、1967年 - 1997年）
    - ↑マクドネル・エアクラフト（1938年 - 1967年）
    - ↑ダグラス・エアクラフト（DC、 - 1967年）

  - ↑ロックウェル・インターナショナル（ - 1996年）
    - ↑ノースアメリカン （1928年 - 1967年）
      - ↑カーチス（1916年 - 1948年）

  - ↑バートル
- ロッキード・マーティン（1995年 - ）
  - ↑ロッキード（L、- 1995年）
  - ↑マーティン・マリエッタ（1961年 - 1995年）
    - ↑マーチン （1912年 - 1961年）

  - ↑ジェネラル・ダイナミクス（1952年 - 1992年航空部門売却）
    - ↑コンベア （1943年 - 1954年）
      - ↑コンソリデーテッド （1923年 - 1943年）
        - ↑ギャローデット （1908年 - 1923年）
        - ↑デイトン・ライト （1917年 - 1923年）

      - ↑バルティ （1936年 - 1943年）
        - ↑スチンソン （1920年 - 1940年）

    - ↑ギャラクシー・エアクラフト （ - 2001年）
- ノースロップ・グラマン（1994年 - ）
  - ↑ノースロップ（ - 1994年）
  - ↑グラマン（1930年 - 1994年）
- フェアチャイルド・ドルニエ（2000年 - 2002年）
  - ↑ドルニエ （ - 2000年）
  - ↑フェアチャイルド （ - 2000年）
    - ↑リパブリック （1939年 - ）
      - ↑セバスキー （1932年 - 1939年）
- レイセオン（1922年 - ）
  - ↑ビーチクラフト （1932年 - 1980年）
- エンストロム・ヘリコプター・コーポレーション
  - ヴォート・エアクラフト・インダストリーズ （ - 1994年、2000年 - ）
  - シコルスキー （1923年 - ）
  - セスナ（C、1927年 - ）
  - アダム
  - パイパー（PA、1937年 - ）
  - テイラークラフト
  - ブルースター・エアロノーティカル （1932年 - 1946年倒産）
  - ベル・ヘリコプター・テキストロン
    - ↑ベル・エアクラフト （1935年 - 1960年）

  - エクリプス
  - MDヘリコプターズ
    - ↑ヒューズ・ヘリコプターズ （1947年 - 1984年）

  - シュワイザー・エアクラフト
  - ロビンソン・ヘリコプター
    - ヒラー・エアクラフト
- ガルフストリーム・エアロスペース （1958年 - ）1999年からジェネラル・ダイナミクス(航空部門に再参入)傘下
- リアジェット（1960年 - ）1990年からカナダ・ボンバルディア傘下
- スウィフト・エンジニアリング（2000年 - ）
- ホンダ エアクラフト - 本田技研工業の子会社。プライベートジェット機を生産。
- ICON Aircraft（2006年 - ）
- Boom Technology（2014年-）

### カナダ
- ボンバルディア・エアロスペース
  - ↑カナディア(CN)
  - ↑デ・ハビランド・カナダ(DHC)
  - ↑ショート・エアクラフト
- アブロ・カナダ
  - ↑ビクトリー・エアクラフト
- バイキング・エア - ボンバルディアからデ・ハビランド・カナダの商標を取得している。

### ブラジル
- エンブラエル

### チリ
- エナエル（英語版）

### アルゼンチン
- FAdeA（英語版）

## 旧ソ連圏

### ロシア
ロシア帝国・ソビエト連邦期も含む。設計局も参照。
- 統一航空機製造会社
  - MiG(ミグ、MiG；ロシア語（以下同）:ミカヤーン・（イ・）グリェーヴィチ、МиГミーク)
  - スホーイ(Su；スホーイ、Суスー)
  - ツポレフ(Tu；トゥーパリェフ、Туトゥー)
  - カモフ(Ka；カモーフ、Каカー)
  - ミル(Mi；ミーリ、Миミー)
  - ヤコヴレフ(Yak；ヤーカヴリェフ、Якヤーク)
  - ラヴォーチキン(La；ラーヴァチュキン、Лаラー)
    - グドコフ(Гудковグトコーフ、Гуグー)
    - ラヴォーチキン・ゴルブノフ・グドコフ(LaGG；Лавочкин, Горбунов, Гудковラーヴァチュキン・ガルブノーフ・グトコーフ、ЛаГГラーック)

  - ポリカルポフ(Po；パリカールパフ、Поポー)
  - イリューシン(Il；イリユーシン、Илイール)
  - ベリエフ(Be；ベーリィエフ、Беビェー)
  - ミャシシチェフ(M；ミスィーシチェフ、Мエーム)
    - ペトリャコフ(Pe；ピトリコーフ、Пеピェー)

  - イルクート
  - ロシアン・ヘリコプターズ
  - ヴォロネジ航空機製造合同(VASO)
  - シコルスキー(S；スィコールスキイ、Сエース)→アメリカへ
  - アヴィアコル(Авиакор)
  - アヴィアインペクス(Авиаимпексアヴィアイムピェークス)
  - アヴィアヴニート(Авиавнитоアヴィアヴニータ)
  - アレクサンドロフ(Александровアリクサーンドラフ)
  - R.Je.アレクセエフ(Р.Е.Алексеевエール・イェー・アリクスェーイェフ)
  - S.M.アレクセエフ(С.М.Алексеевエース・エーム・アリクスェーイェフ)
  - アナトラ(Анатра)
  - アーネンコフ(Анненловアーンニェンカフ)
  - アルハンゲリスキー(Архангельскийアルハーンギェリスキイ)
  - ロース・アエロプログレス(РОС-Аэропрогрессロース・アエラプラグリェース)
  - アエロプラクチカ(Аэропрактикаアエラプラークチカ)
  - バルチニ(Бартиниバルチーニ)
  - ベドゥンコヴィッチ(Бедунковичビドゥンコーヴィチ)
  - ベリエフ(Беляевビリャーイェフ)
  - ベレズニャーク(Березнякビリズニャーク)
  - ビスノヴァート(Бисноватビスナヴァート)
  - ボク(Бокボーク)
  - ボルホヴィッチノフ(Болховитинов)
  - ボロフコフ(Боровков)
  - ブラトゥーヒン(Братухин)
  - ヴァフミストロフ(Вахмистровヴァフミストローフ)
  - ギドロプラーン(Гидропланギドラプラーン)
  - グリボフスキー(Грибовскийグリボーフスキイ、Гゲー)
  - グロホーフスキイ(Гроховскийグラホーフスキイ、Гゲー)
  - グルーシン(Грушинグリューシン)
  - デメンチエフ(Дементьевヂミェーンチイェフ)
  - エルモラエフ(Ермолаевイルマラーイェフ)
  - ZIG(ЗИГズィーク)
  - KAI(КАИカーイ)
  - KVZ(КВЗカーヴェーゼー)
  - クルィローフ(Крыловクルィローフ)
    - コルパコフ・ミロシュニチェンコ(Колпаков-Мирошниченко)

  - コルチャーギン(Корчагинカルチャーギン)
  - KOMTA(КОМТА)
  - コズローフ(Козловカズローフ)
  - コンベールスィヤ・アエロ(Конверсия-Аэроカンヴィェールスィヤ・アエラ)
    - OKB-LA(ОКБ-ЛА)
      - チェルノーフ(Черновチルノーフ、Чеチェー)

  - コンスタンチノフ(Константинов)
  - クザコフ(Кузаков)
  - クルバラ(Курбала)
  - ラーダ・レンド(Лада Лэнд)
  - リスノフ(Лисунов)
  - レーベヂェフ(Лебедевリェービェヂェフ)
  - リスィーチュキン(Лисичкинリスィーチュキン、НИАИ)
  - MAI(МАИ)
  - マールコフ・スカールボフ(Марков, Скарбовマールカフ・スカールバフ)
    - マールコフ(Марковマールカフ)

  - モスカ(Моска)
  - モスカリョーフ(Москалев)
  - モールニヤ(Молнияモールニヤ)
  - ニキーチン・シェフチェーンコ(Никитин, Шевченкоニキーチン・シフチェーンカ)
    - ニキーチン(Никитинニキーチン)

  - ネーマン(Неманニェーマン)
  - OOS(ООС)
  - パシーニン(Пашинин)
  - ラファエリャンツ(Рафаэлянц)
  - トマーシェヴィチ(Томашевичタマーシェヴィチ)
  - テフノアーヴィア(Техноавиаチフナアーヴィア)
  - TREK(ТРЭКトレーク)
  - タイーロフ(Таировタイーラフ)

### ウクライナ
- アントノフ(An；ウクライナ語:アントーノフ、Анアーン；ロシア語:アントーナフ、Анアーン)
- アエロコプター(ウクライナ語（以下同）:Аэрокоптерアエロコープテル)
- アエロプラクト(Аэропрактアエロプラークト)
- アエロプログレス(Аэропрогрессアエロプロフレース)
- グリゴローヴィチ(Григоровичフルィホローヴィチ)
- カリーニン(Калининカリーニン、Кカー)
- リリエンターリ(Лилиентальリリエンターリ)
- NARP(НАРП)
- アヴィアント
- ハルキウ航空機製造企業

## 欧州

### 共同
- エアバス(A)（旧エアバス・インダストリー）
- EADS (2000-)（本社はオランダ）
  - ↑アエロスパシアル・マトラ（フランス）
  - ↑DASA（ドイツ）
  - ↑CASA（スペイン）
- ユーロコプター(EC)
  - ↑アエロスパシアル（フランス）のヘリコプター部門
  - ↑DASA（ドイツ）ヘリコプター部門
- ユーロファイター
- ATR
  - ↑アエロスパシアル（フランス）
  - ↑アエリタリア（イタリア）
- レオナルド S.p.A
  - ↑アグスタウェストランド
  - ↑アグスタ（イタリア）
  - ↑ウェストランド（イギリス）

### イギリス
- BAEシステムズ (1999-)
  - ↑ブリティッシュ・エアロスペース(BAe, 1977-1999)
    - ↑ホーカー・シドレー・エアクラフト(HS, -1977)
      - ↑ホーカー・エアクラフト (1920-1934)
        - ↑ソッピース (-1920)

      - ↑グロスター・エアクラフト
      - ↑アブロ (1910-1963)
      - ↑ハンドレページ・エアクラフト (1909-1970)
      - ↑ブラックバーン・エアクラフト (1914-1949)
      - ↑デ・ハビランド・エアクラフト (DH, 1920-1959)
        - ↑エアコー (1912-1920)

    - ↑ブリティッシュ・エアクラフト・コーポレーション (BAC)
      - ↑ブリストル・エアロプレーン (1910-)
      - ↑イングリッシュ・エレクトリック (1918-)
      - ↑スーパーマリン・アビエーション・ワークス (1912-1977)
      - ↑ヴィッカース・アームストロング (1927-)
        - ↑ヴィッカース (Limited, 1828-)
        - ↑アームストロング・ホイットワース・エアクラフト (AW, 1897-)

    - ↑スコティッシュ・アビエーション (-1976)
      - ↑ビーグル・エアクラフト (1961-1969)
        - ↑マイルズ・エアクラフト (-1961)
        - ↑オースター・エアクラフト (1938-1961)
- ウェストランド・エアクラフト (1935-2000) → アグスタウェストランドへ
  - ↑フェアリー・アビエーション (1916-1960)
- ショート・ブラザーズ (1908-1992) → ボンバルディアへ
- ブリテン・ノーマン (BN, 1960's-)
- ボールトンポール・エアクラフト (1914-1961)

### フランス
- ダッソー
  - ↑ブロッシュ（Bloch：ブロッホ、ブロックとも）
  - ↑ブレゲー (1911-1971)
- アエロスパシアル・マトラ → EADSへ
  - ↑シュド・アビアシオン(1957-1970)
    - ↑シュド・エスト (SNCASE)
      - ↑ポテーズ (ベール＝レタン工場)
        - ↑CAMS (Chantiers Aéro-Maritimes de la Seine)（英語版）

      - ↑リオレ・エ・オリビエ (アルジャントゥイユ工場およびクリシー工場)
      - ↑ロマノ (Chantiers aéronavals Étienne Romano)（英語版）(1921-1936)
      - ↑SPCA (Société Provençale de Constructions Aéronautiques)（英語版）
      - ↑SNCAM
        - ↑デヴォアティーヌ (ドボワチン)

    - ↑シュド・ウエスト (SNCASO)
      - ↑リオレ・エ・オリビエ (ロシュフォール工場)
      - ↑ブレリオ（英語版）
        - ↑SPAD(1910-1921)

      - ↑マルセル・ブロック/ブロッシュ
      - ↑SAB（Société Aérienne Bordelaise）（英語版）
      - ↑SASO (Société Aéronautique du Sud-Ouest)
      - ↑UCA (Usine de Construction Aéronautique)
      - ↑SNCAO
        - ↑ロワール・ニューポール
          - ↑ロワール（英語版）
          - ↑ニューポール

    - ↑SNCAC
      - ↑ファルマン
      - ↑アンリオ（英語版）

  - ↑ノール・アビアシオン
    - ↑SNCAN (ノール)
      - ↑ポテーズ (メオルト工場、サルトルーヴィル工場)
        - ↑CAMS (Chantiers Aéro-Maritimes de la Seine)（英語版）

      - ↑ミュロー（英語版）
      - ↑アミオ（英語版）

    - ↑SFECMAS

  - ↑マトラ
- ルバッスール
- サルムソン
- コードロン
- ロバン
- DAHER（英語版）
  - ソカタ
    - ↑  モラーヌ・ソルニエ

  - クエスト・エアクラフト - アメリカで創業。2019年にツネイシホールディングスから買収。

### ドイツ
- AEG
- アラド(Ar) (1925-1945)
- ダイムラー・クライスラー・エアロスペース(DASA) → EADSへ
  - メッサーシュミット・ベルコウ・ブローム(MBB) 
    - ↑メッサーシュミット・ベルコウ
      - ↑メッサーシュミット(Bf, Me)
        - ↑バイエルン航空機 （Bayerische Flugzeugwerke）

      - ↑ベルコウ

    - ↑ブローム・ウント・フォス（Bv）（1937- ）
      - ↑ハンブルガー航空機（Ha） （1933-1937）

  - VFW
    - フォッケウルフ(Fw)
      - ↑アルバトロス (1910-1931)

    - ハインケル(He)
      - ↑ハンザ・ブランデンブルク （Hansa und Brandenburgische Flugzeug-Werke）

    - ↑ユンカース(Ju)

  - ↑フォッカー(F)
  - ↑ドルニエ(Do) → フェアチャイルド・ドルニエへ
- ルフト・ファールツォイク・ゲゼルシャフト
- ゴータ(Go)
- ヘンシェル(Hs)
- ファルツ航空機製造
- エクストラ(Extra Flugzeugbau)
- フォッケ・アハゲリス
- ロールバッハ金属飛行機
- ライン航空機製造（Rhein-Flugzeugbau GmbH (RFB) ）

### イタリア
- ソチェタ・アエロナウティカ・イタリアーナ・アンブロジーニ (SAI Ambrosini)
- アンサルド
- ブレダ
- カント (CANT)
- アレーニア・アエルマッキ
  - ↑SIAI-マルケッティ（サヴォイア＝マルケッティ）
  - ↑アレーニア・アエロナウティカ
  - ↑アエルマッキ
- アグスタ・ウエストランド
  - ↑アグスタ
    - ↑カプロニ
- アレーニア・アエロナウティカ
  - ↑アエリタリア
    - ↑フィアット
      - ↑ポミリオ (Pomilio)

    - ↑アエルフェール（旧IMAM、メディオナリ）(IMAM)
- レッジャーネ
- ピアッジョ

### スイス
- ピラタス・エアクラフト

### スペイン
- CASA → EADSへ

### オランダ
- フォッカー (1910-1996)　1993年からDASA傘下、1996年倒産。
- コールホーフェン (1930-1940)

### スウェーデン
- SAAB（サーブ）

### フィンランド
- ヴァルメト
- ワルシオン・レントコネテーダス（国立飛行機工場）

### オーストリア
- ローナー
- フェニックス

### チェコ
- アエロ・ボドチョディ
- LETクノヴィツェ
- モラバン
  - ↑ズリーン

### ブルガリア
- アヴィアテフニカ(ブルガリア語（以下同）:Авиатехникаアヴィアテフニーカ)
- ダール・ボジュリシテ(ДАР-Божурищеダール・ボジュリシテ、ДАРダール)
- 国営航空機工場(Държавна самолетна фабрика、ドゥルジャーヴナ・サモリェーティカ・ファーブリカ)

### ルーマニア
- IAR

### ポーランド
- PZL-ミェレツ
- PZL-シフィドニク

### 旧ユーゴスラヴィア
- ソコ （SOKO）
- ウトヴァ （Utva）
- イカルス

## アフリカ州

### 南アフリカ
- アトラス・エアクラフト
- デネル・エアロスペース・システムズ

## オセアニア

### オーストラリア
- ボーイング・オーストラリア
  - ↑コモンウェルス・エアクラフト
    - ↑トゥガン・エアクラフト